# Абінбев Ефес Україна
ПрАТ «Абінбев Ефес Україна» — український підрозділ найбільшого світового пивоварного концерну Anheuser-Busch InBev,а також найбільшої пивоварної компанії Туреччини Anadolu Efes. Компанія є лідером на українському ринку пива з 2000 року.

## Історія
- 1996 — запуск бізнесу в Україні. Чернігівська броварня першою стала частиною «Interbrew» (Бельгія)
- 1999 — приєднання Миколаївської броварні до групи «Interbrew»
- 2000 — Харківська броварня приєдналася до компанії «Interbrew». Це був останній етап організації «САН Інтербрю Україна»
- 2018 — злиття бізнесів бельгійської AB InBev та турецької Anadolu Efes на території України та Росії. Зміна назви «САН ІнБев Україна» на ПрАТ «Абінбев Ефес Україна».[7]

## Бренди

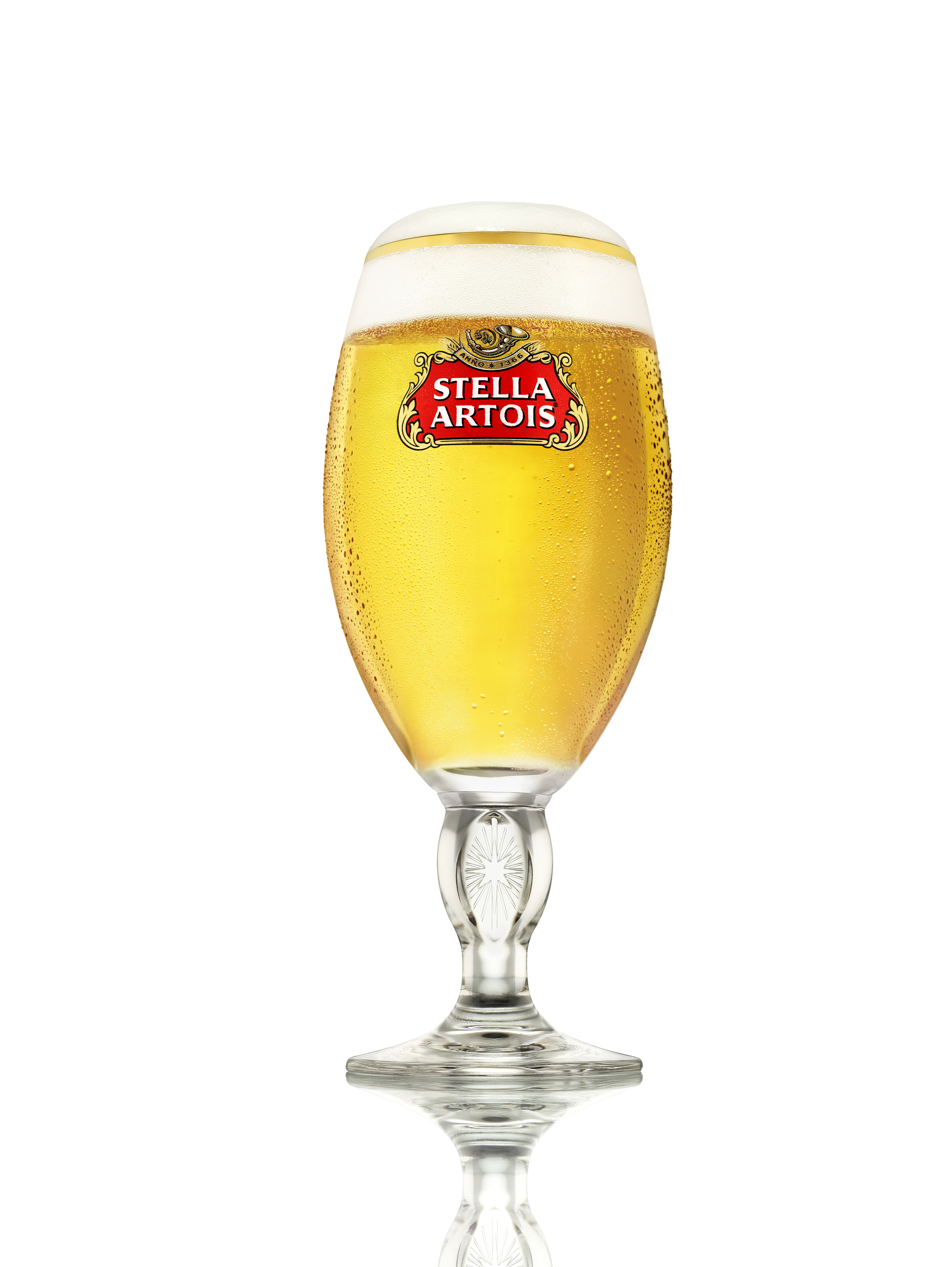
Stella Artois

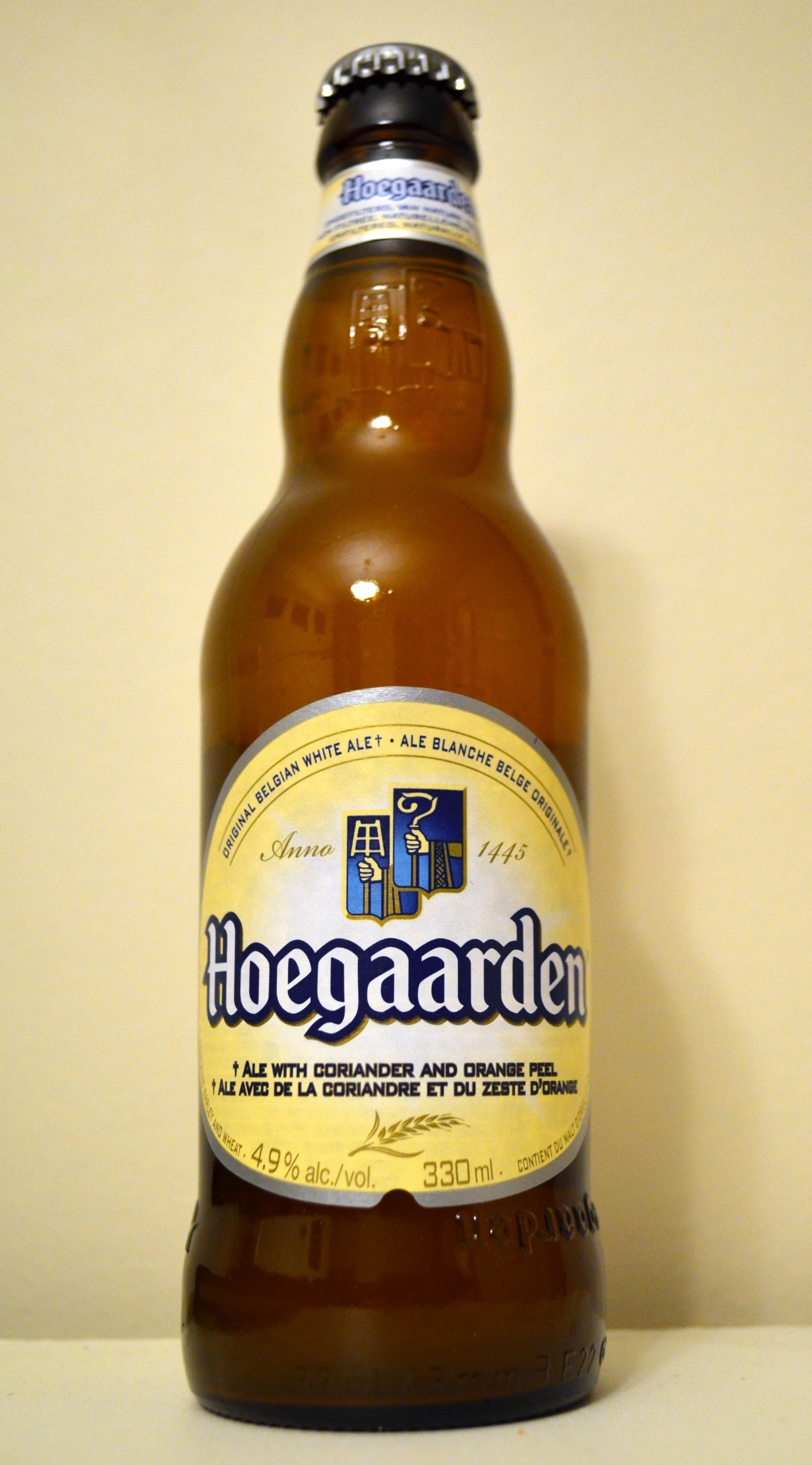
Hoegaarden

До портфеля брендів компанії входять локальні бренди:
- Чернігівське
- Рогань
- Янтар
- Де Сад
- Чернігівське Титан
- Село і люди
- Старий Мельник з діжки
- Білий Ведмідь

Глобальні бренди:
- Bud
- Stella Artois
- Corona Extra

Міжнародні бренди:
- Staropramen
- Leffe
- Hoegaarden
- Lowenbrau
- Franziskaner
- Spaten Münchner
- Taller
- Velkopopovickiy Kozel
- Miller Genuine Draft
- Boddingtons Pub Ale
- Efes Pilsener
- Belle-Vue Kriek

та бренди крафтового пива:
- Goose Island
- Tripel Karmeliet
- Kwak

## Виробництво
В Україні компанія контролює три броварні:
- Чернігівська
- Харківська
- Миколаївська

У травні 2022 року компанія перемістила виробництво пива марки «Чернігівське» в місто Левен, Фландрія, внаслідок російської агресії.

## Штат
Загальна чисельність співробітників в Україні складає близько 2 тисяч осіб. Діє програма розвитку співробітників. Для студентів та молодих спеціалістів проводяться програми «Управлінські стажування» та «Стажування на виробництві». Також компанія працює у напрямку залучення та утримання висококваліфікованих фахівців. У 2020 році ПрАТ «Абінбев Ефес Україна» потрапило у рейтинг найкращих працедавців України.

## Соціальна відповідальність
ПрАТ «Абінбев Ефес Україна» реалізує проєкти корпоративної соціальної відповідальності за напрямами:
- відповідальне споживання алкоголю та недопущення вживання алкоголю особам до 18 років;[13]
- відповідальне ставлення до довкілля та екології;
- внесок у розвиток суспільства.